# Baiano
Baiano là một đô thị ở tỉn Avellino trong vùng Campania của Ý. Baiano giáp các đô thị: Avella, Mugnano del Cardinale, Sirignano, Sperone và Visciano. Baiano có diện tích 12,25 km2, dân số năm 2005 là 4743 người.